# Walker Vehicle Company

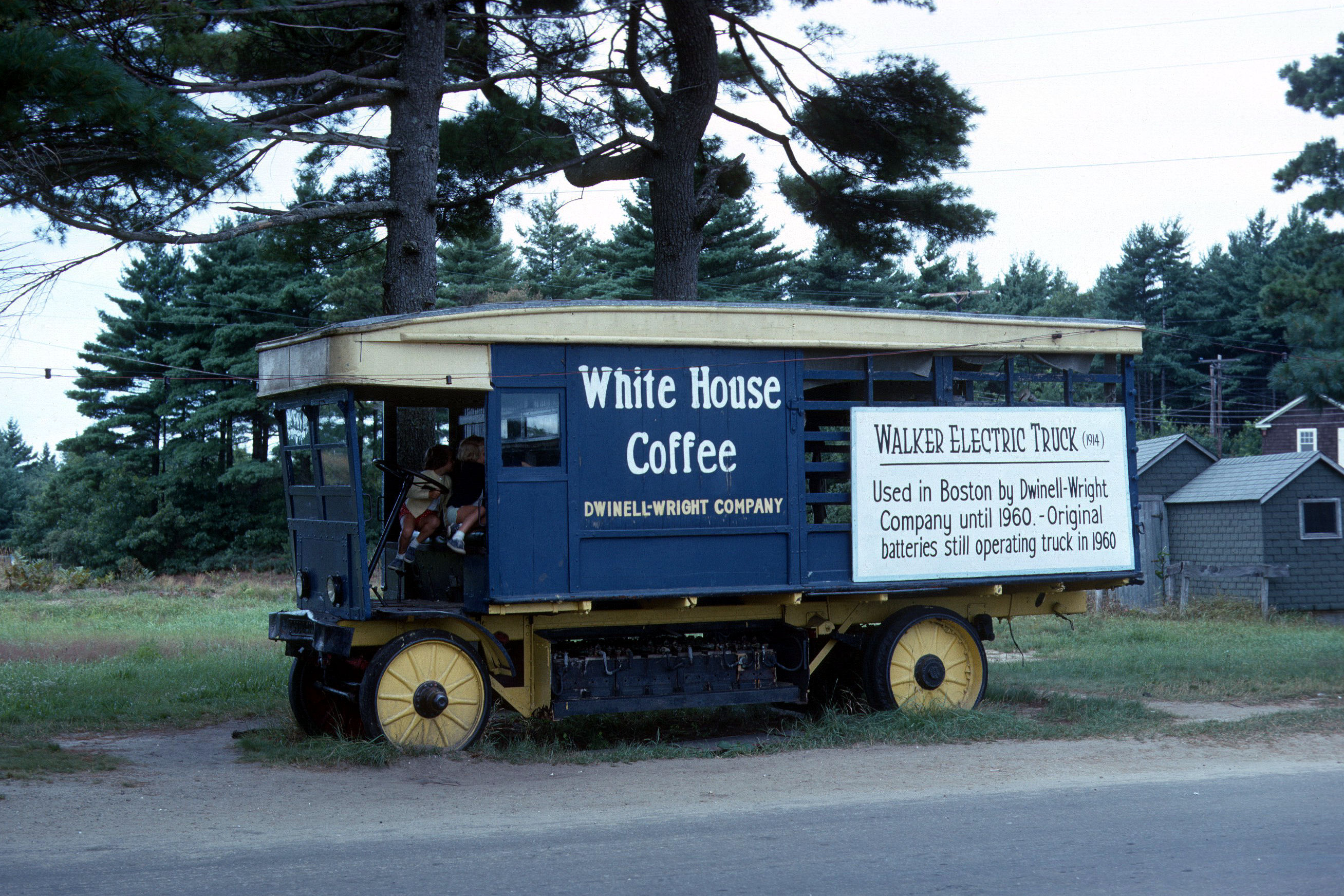
Lkw von 1914

Walker Vehicle Company, bis 1911 Automobile Maintenance & Manufacturing Company, war ein US-amerikanischer Hersteller von Nutzfahrzeugen.

## Unternehmensgeschichte
Das Unternehmen wurde 1906 in Chicago in Illinois gegründet. Im selben Jahr begann die Produktion von Lastkraftwagen. Der Markenname lautete erst Walker Balance Gear, dann kurz Walker. Walker war die bekannteste und langlebigste amerikanische Nutzfahrzeuge für Elektroautos. Einige Fahrzeuge wurden nach England exportiert, wo sie die Kaufhäuser Harrods und Selfridges abnahmen. 1942 endete die Produktion.

## Fahrzeuge
Die ersten Modelle hatte einen Elektromotor für jedes Hinterrad.
1909 wurde ein Elektromotor mit 3,5 PS Leistung in die Hinterachse eingebaut. Diese Bauart wurde über viele Jahre beibehalten. Etwa zu der Zeit gab es kurzzeitig auch ein Hybridelektrokraftfahrzeug mit einem Dreizylinder-Zweitaktmotor zusätzlich zum Elektromotor.
1912 standen fünf Modelle mit 750 kg bis 3500 kg Nutzlast im Sortiment.
1929 reichten die Nutzlasten von 750 kg bis 7 Tonnen.
1938 erschien mit dem Walker Dynamotive das nächste Hybridmodell. Zur Wahl standen ein Vierzylindermotor von Waukesha Engines und ein Sechszylindermotor von Chrysler. Ihre Nutzlasten betrugen 1 bzw. 1,5 Tonnen.
1942 bestand das Sortiment  aus rein elektrischen Lkw mit 1,5 bis 5 Tonnen Nutzlast sowie dem Dynamotive.

## Weiteres
Harrods bezog Teile von Walker und fertigte zwischen 1937 und 1939 selber etwa 60 Fahrzeuge.
Der Spielzeug- und Modellautohersteller Matchbox brachte in seiner Reihe Models of Yesteryear ein Modell des Walker Electric 1 tn Delivery Wagon von 1919 in den Farben von Harrods heraus.